# Aero A-11
Aero A-11 byl československý dvoumístný jednomotorový víceúčelový vojenský dvouplošník smíšené konstrukce zkonstruovaný ing. Antonínem Husníkem. První prototypy vznikly v roce 1924 a průzkumné a denní i noční bombardovací varianty stroje patřily ke klíčovým typům československých leteckých sil až do první poloviny třicátých let. Kromě těchto hlavních verzí vznikaly v menších počtech i odvozené varianty určené zejména pro výcvik letců, a na cvičné byly po vyřazení z první linie přestavěny i zbývající A-11, které  v této roli působily až do rozbití Československa.
Dalším vývojem konstrukce vznikl bombardér A-30 a dvoumístný stíhač A-32, později adaptovaný na lehký bitevník.

## Vznik a vývoj
Typ Aero A-11 vznikl a vycházel z letounu Aero A-12, který poháněl letecký motor Maybach Mb.IVa. V roce 1923 byl společností Aero do draku A-12 pokusně instalován licenční motor BMW IV, značený Walter W-IV. Pro letové zkoušky byly postaveny tři prototypy (A-11.1 až A-11.3), které se od předchozího typu lišily pouze pohonnou jednotkou. Lamelové chladiče byly nadále řešeny jako postranní, vystupující po obou stranách z motorových krytů.

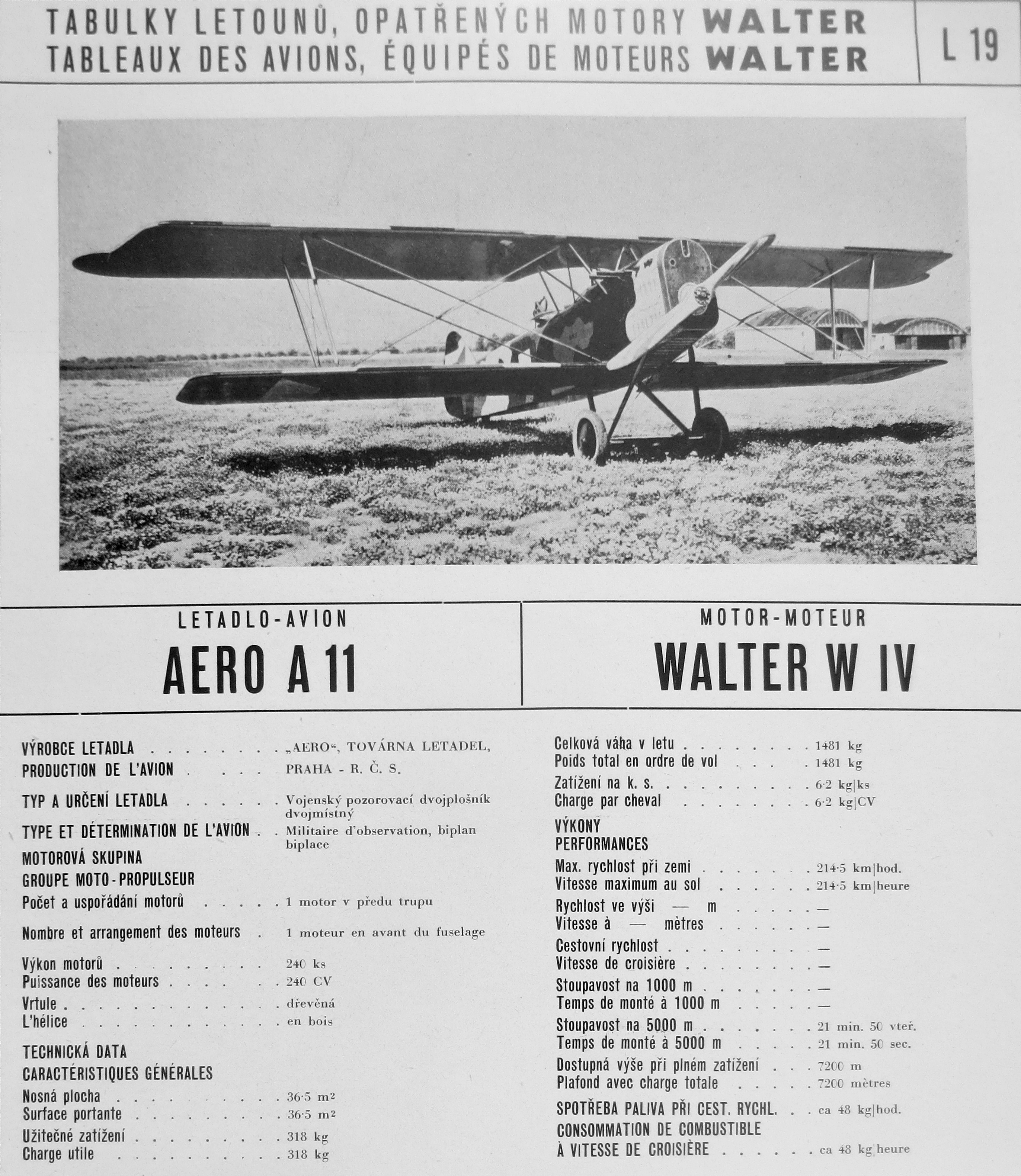
Aero A-11 a Walter W-IV

Prototypy vznikly v roce 1924 a čs. ministerstvo národní obrany o ně projevilo ihned zájem objednávkou 67 strojů. Během produkce pak došlo ke změnám, které A-11 od svého předchůdce A-12 odlišily.
Po jednání MNO s továrnou Aero si vojenská správa vymínila stavební úpravy, které shrnula svým přípisem v dubnu 1925. Požadavek zněl na zesílení nosníků horního křídla, včetně distančních trubek v křídle, zesílení kování hlavních lan a protilan. Místo lamelových postranních chladičů byl montován čelní chladič. Motorové lože bylo rovněž zesíleno a bylo změněno jeho uchycení. Za motor byla přidána izolační protipožární stěna z hliníkových plechů s azbestovou vložkou. Pozorovatel obsluhoval pohyblivou dvojici kulometů Lewis ráže 7,7 mm na oběžném kruhu, pilot pak mechanicky synchronizovaný kulomet Vickers.
Krátce po zahájení sériové výroby vznikla verze Aero Ab-11 s pohonnou jednotkou Breitfeld Daněk BD Perun II. Od A-11 se lišila žaluziemi na chladiči a tvarováním jeho horní části. Do zvětšeného baldachýnu byla umístěna palivová nádrž, vystupující z profilu nosné plochy. Některé série měly na levé straně motorového krytu sací hrdlo vzduchu do karburátoru. Letouny byly rovněž vybaveny pumovými závěsníky. V letech 1925-1931 objednalo MNO celkem 84 exemplářů bombardérů Ab-11, z toho čtyři byly vybaveny pro noční lety s označením Ab-11N.
V letech 1925 až 1927 dodala československá společnost Aero domácímu letectvu 25 letounů A-25, což byly odlehčené cvičné „jedenáctky“ bez výzbroje s dvojitým řízením a motorem BMW IIIa o výkonu 136 kW.
V roce 1928 byla realizována produkce patnácti strojů Ab-111 s motory Perun IIa a 43 letounů noční verze A-11N. „Enko“ mělo zesílený podvozek a zvětšen rozchod kol, výfuková roura byla prodloužena až za místo pozorovatele proti oslnění. Pod spodním křídlem bylo umístěno šest závěsníků pro 10 kg pumy. Z A-11N byla odvozena osmikusová série A-21 pro nácvik nočního létání s motorem Perun I o výkonu 147 kW.
Po příslušném zesílení motorového lože a trupu, případně nosného systému, byly do letounu pokusně montovány silnější motory. Vznikla tak verze A-11C s pohonnou jednotkou Škoda L se zmenšeným rozpětím křídel, která dosahovala rychlosti 280 km/h. Jeho dalším vývojem vznikl typ Aero A-30 s podstatně přepracovaným drakem.:s.77 Další prototyp A-11LD s motorem Lorraine-Dietrich 12Cc pak dosahoval rychlosti 240 km/h.
Z letounů Ab-11.56 a Ab-11.57 byla vyvinuta plováková verze Aero A-29 pro vlekání terčů na dělostřelecké střelnici v Boce Kotorské. Postaveno bylo 9 kusů s upravenými ocasními plochami. Pět z nich poháněly motory Perun II o 206 kW, zbylé čtyři Walter W-IV o témže výkonu. V letech 1930 až 1931 byly přestavěny na kolový podvozek. V provedení Aš-11 sloužily jako školní a pozorovací stroje, což byla přestavěná verze z vyřazovaných strojů A-11 z armády. Letouny přidělené k výcvikovým útvarům měly zdvojené řízení.
Další adaptace na hvězdicový motor proběhla již v roce 1927 úpravou Ab-11.17 pro pohonnou jednotku Walter Jupiter IV o výkonu 308 kW (420 k). Tento prototyp byl označen jako Aero A-11J. Z prototypu vznikl sériový Aero A-32 (1927) a dále AP-32 (1930) s modernizovaným podvozkem a APb-32. Letoun AP-32 byl osazen silnějším motorem Walter Jupiter VI o výkonu 330 kW (450 k).
V roce 1928 byl do letounu A-11.105 zabudován hvězdicový motor Walter Castor I o výkonu 176 kW (240 k). Nebyla to špatná aplikace, ale praktické uplatnění se pro nezájem MNO stále oddalovalo. Prototyp letounu vznikl na jaře 1928, k jeho zalétání došlo až v březnu 1930 a po úspěšných vojskových zkouškách byla v letech 1930–1933 vyrobena série 25 strojů označených jako Aero A-211. Tento typ byl značně zmodernizován, dostal dělený podvozek a dokonalejší přístrojové vybavení. V porovnání se základním typem A-11 byla délka letounu prodloužena z 8,0 m na 8,6 m, ale hmotnost prázdného letounu byla snížena z 974 kg na 880 kg. Letoun A-211 nenesl žádnou výzbroj.
Letounů A-11 bylo vyrobeno celkem 108. Tato verze byla ve výrobě v letech 1924-1928 a v československém letectvu sloužily až do poloviny 30. let, kdy byly nahrazovány modernějšími stroji Letov Š-328. Započteme-li veškeré modifikace typové řady A-11, pak bylo vyrobeno více než 440 letounů.

## Popis letounu
Aero A-11 byl jednomotorový, dvoumístný vzpěrový dvouplošník s pevným záďovým podvozkem a otevřenými prostory osádky. Kostra křídel a pevných ocasních ploch byla vyrobena ze dřeva a potažena plátnem. Kovová kostra ocasních ploch měla rovněž plátěný potah. Kostra trupu byla svařena z ocelových trubek a byla potažena v kombinaci duralu a plátna. Pevný podvozek byl ostruhového typu, odpružen byl v přední, kolové části.
Na letounu řady A-11 bylo použito několik typů motorů. Na základní verzi A-11 to byl řadový šestiválec Walter W-IV s plochým, čelním voštinovým chladičem, který poháněl pevnou dvoulistou vrtuli ze dřeva. Spotřeba paliva s motorem Walter W-IV při cestovní rychlosti činila 48 kg/h. Dále to byly 2 verze řadových šestiválců Breitfeld & Daněk Perun (I a II). Všechny tyto motory měly shodný, jmenovitý výkon 176 kW (240 k). Pro export do Finska to byl motor Hispano-Suiza 8Fb (vodou chlazený vidlicový osmiválec). Na modernizované verzi A-211 byl použit hvězdicový motor Walter Castor I o jmenovitém výkonu 176 kW (240 k).

## Použití

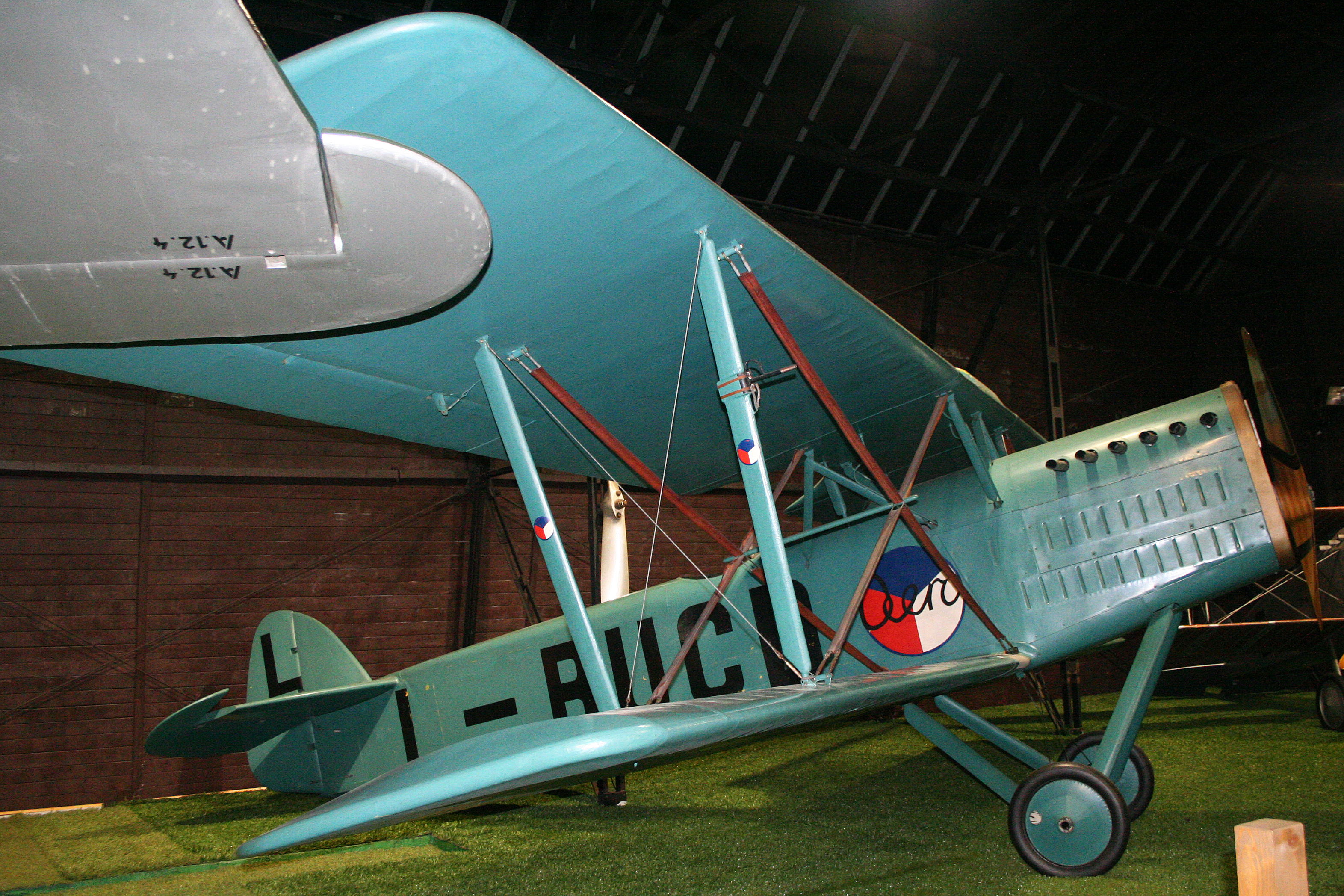
Rekonstruovaný letoun Aero Ab-11.17 (L-BUCD), Letecké muzeum Kbely

První A-11 převzala vojenská správa v červnu 1925. V letech 1925 a 1926 získávaly tyto stroje ceny v rychlostním závodu prezidenta republiky v kategorii C (rtm. Svozil, svob., Bárta a rtm. Procházka 1.–3. místo v roce 1925 a npor. Alexander Hess 1. místo v roce 1926) a účastnily se několika mezinárodních cest prezentujících čs. letectvo v zahraničí. V září 1925 odstartovala čtveřice A-11 z Prahy pod vedením škpt. Viléma Stanovského společně s piloty Josefem Hamšíkem, Starým a Květoněm k letu do Dánska. Let proběhl s mezipřistáním v Berlíně, návrat z Kodaně byl proveden nonstop. V říjnu téhož roku se úspěšně pokusil o překonání národních rekordů na vzdálenost škpt. Alois Vicherek. V jediném letu překonal 5 národních rekordů: na vzdálenost 1900 km, na dobu letu 13:14:19 h, rychlost na 500 km 156,171 km/h, rychlost na 1000 km 154,510 km/h a rychlost na 1500 km 152,412 km/h. Vicherek startoval brzo ráno a přistával po 13 hodinách na letišti ve Kbelích za úplné tmy. Po snazší orientaci při přistání bylo nutno zapálit navigační ohně. Oba zmíněné lety byly absolvovány s motory Walter W-IV.
Pilot K. Manhalter 25. července 1926 vytvořil na tomto letounu několik národních leteckých rekordů. Na okruhu 100 km a na státním letišti v Praze vytvořil rekord v trvání letu 16:10:49,4 h na 2000 km, v rychlosti 157,12 km/h na 50 km, v rychlosti 155,7 km/h na 1000 km a v rychlosti 152,71 km/h na 2000 km. Za tyto výkony mu udělil Aeroklub RČs. čestnou vlajku s diplomem a čestným odznakem. Dále v roce 1926 provedl pplk. Skála s A-11 (imatrikulace L-BUCF) čtrnáctihodinový dálkový let o délce 2370 km. Trasa vedla z letiště Praha-Kbely přes Maďarsko nad letiště Novi Sad, kde shodil tubu se srbským pozdravem čs. 1. leteckého pluku. Druhý letecký pozdrav shodil v Bukurešti s následným návratem do Kbel. Ve stejném roce podnikl škpt. Stanovský s mechanikem Šimkem na letounu Ab-11.17 (imatrikulace L-BUCD) vytrvalostní let třiadvaceti státy v Evropě, Africe a Asii o celkové délce 15 070 km. V létě roku 1926 armáda zapůjčila dva stroje včetně posádek a pozemního personálu k chemickému postřiku proti kalamitě bekyně mnišky. Na letadla bylo namontováno rozprašovací zařízení a během asi čtrnácti dnů bylo ošetřeno 370 hektarů lesa. Šlo o jeden z prvních pokusů leteckého chemického postřiku v Evropě.
V roce 1928 byla postavena další čtyřicetikusová série A-11 a armáda tak převzala celkem 107 letounů, které operovaly u všech tří leteckých pluků. Spolehlivě a bez technických problémů sloužily až do poloviny třicátých let, kdy byly nahrazeny Letovy Š-328. Po vyřazení z první linie byly zbylé A-11 přestavěny na školní Aš-11.
Kromě Československa používalo tyto stroje i finské letectvo – finské stroje byly označovány jako Aero A-11HS a byly poháněny silnějšími motory Hispano-Suiza 8Fb o výkonu 300 k.
Modernizované stroje A-211 vydržely ve službě prakticky až do roku 1939. Celkem bylo v letech 1931-33 vyrobeno 18 strojů. V září 1938 se ve službě nacházelo více než 10 letounů ve výzbroji Cvičné letky leteckého pluku 1, Cvičné letky leteckého pluku 2 a Cvičné letky leteckého pluku 3. Za branné pohotovosti státu na podzim 1938 byly letouny zařazeny do výzbroje jednotek některých cvičných perutí. Jednalo se především o verze A-11, Ab-11, Ab-111 a A-211.
Po zániku Československa resp. Druhé republiky (Česko-Slovenské republiky) zůstaly 3 stroje Aš-11, 3 stroje AP-32, jeden A-25 a tři A-211 na Slovensku. Tyto letouny využívaly potom Slovenské vzdušné zbraně. Zbývající letouny včetně 13 strojů A-211 padly do rukou Němcům. U Luftwaffe nalezly uplatnění především cvičné A-211. Ještě v květnu 1940 Luftwaffe evidovala 4 letouny A-211.

## Varianty
- A-11 - základní průzkumná varianta s motorem Walter W-IV
- A-11HS - průzkumná a cvičná letadla prodána do Finska s motorem Hispano-Suiza 8Fb
- A-11N - noční průzkumný letoun. Od verze A-11 se lišil pouze výbavou
- Ab-11 - průzkumný a lehký bombardér založený na A.11, vyráběný ve dvou verzích: Ab-11d (denní) a Ab-11n (noční). Obě letadla měla motor Breitfeld & Daněk Perun I o výkonu 240 k. Lišila se od sebe pouze výbavou.
- Ab-111 - stejný jako Ab-11, ale s motorem Breitfeld & Daněk Perun II
- Aš-11 - letouny A-11 přestavěné na školní verzi
- A-11J - prototyp s pohonnou jednotku Walter Jupiter IV o výkonu 308 kW (420 k), ze kterého vznikly sériové letouny Aero A-32 (vč. AP-32 a APb-32)
- A-211 - modernizovaná cvičná verze s motorem Walter Castor I

## Uživatelé
- Československo
  - Československé letectvo
  - Četnické letecké hlídky (A-211)
- Finsko
  - Finské letectvo (A-11HS)
- Slovensko
  - Slovenské vzdušné zbraně (Aš-11/AP-32/A-211)
- Německá říše
  - Luftwaffe (A-211)

## Specifikace (A-11)

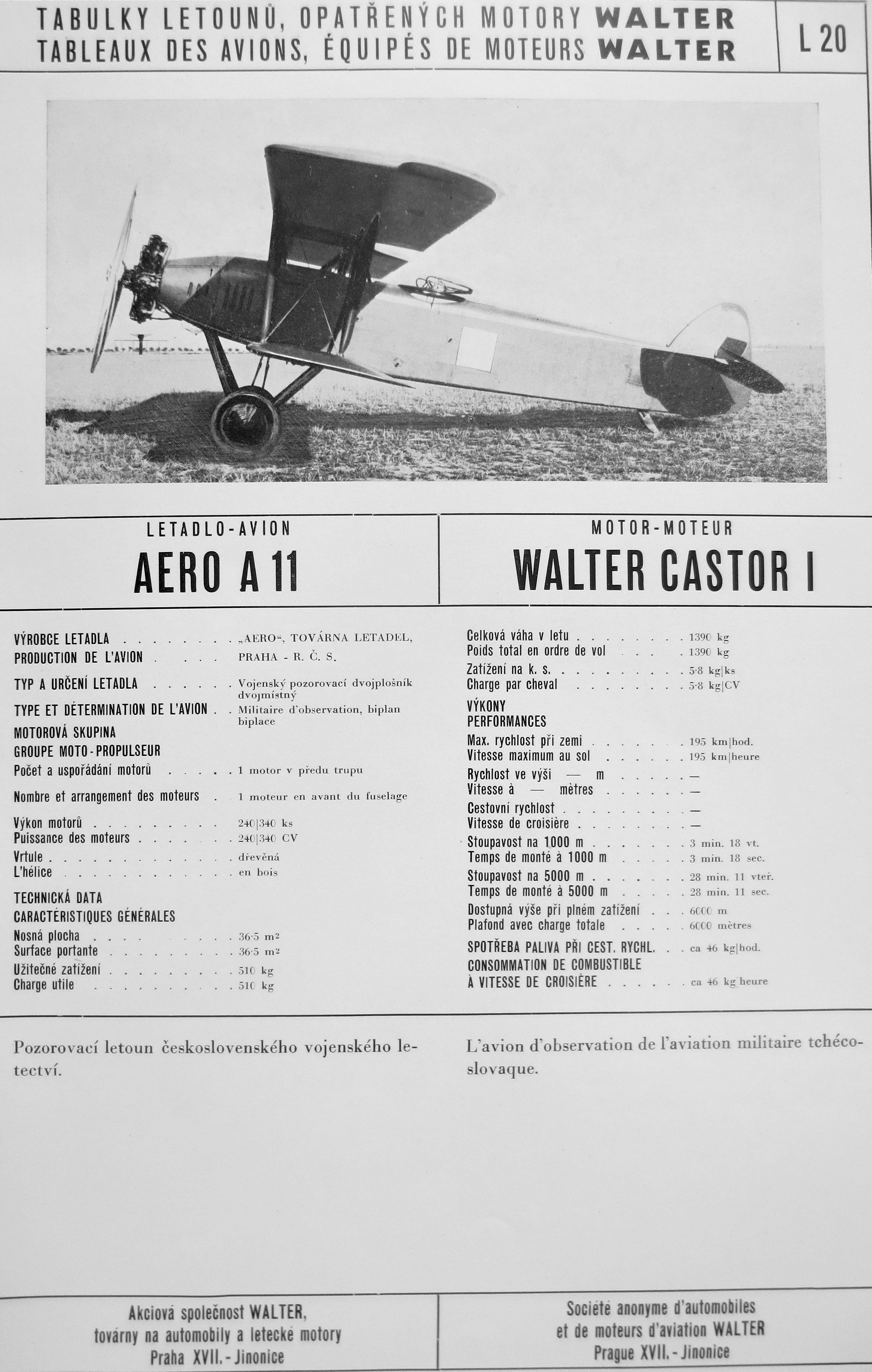
Aero A-11 a Walter Castor I (1928), od roku 1932 vyráběn jako Aero A-211

Údaje podle

### Technické údaje
- Osádka: 2 (pilot a pozorovatel/střelec)
- Rozpětí: 12,80 m
- Nosná plocha: 36,50 m²
- Délka: 8,00 m
- Prázdná hmotnost: 974 kg
- Vzletová hmotnost: 1 481 kg
- Pohonná jednotka: 1 × kapalinou chlazený šestiválcový řadový motor Walter W-IV
  - nominální, jmenovitý výkon: 240 k (176 kW) při 1400 ot/min
  - maximální, vzletový výkon: 280 k (206 kW) při 1450 ot/min
- Vrtule: dvoulistá, pevná dřevěná

### Výkony
- Maximální rychlost: 215 km/h
- Cestovní rychlost: 190 km/h
- Dostup: 7 200 m
- Stoupavost: výstup do 5 000 m za 21 min. a 50 vteřin
- Dolet: 750 km

### Výzbroj
- 1 × synchronizovaný kulomet Vickers ráže 7,7 mm
- 2 × pohyblivý kulomet Lewis ráže 7,7 mm
- 200 kg pum[13]